# Parafia św. Michała Archanioła w Tymawie
Parafia św. Michała Archanioła w Tymawie – rzymskokatolicka parafia należąca do diecezji pelplińskiej.
Na obszarze parafii leżą miejscowości: Jaźwiska, Rzym, Potłowo. Tereny te znajdują się w gminie Gniew, w powiecie tczewskim, w województwie pomorskim.